# Піднебесна

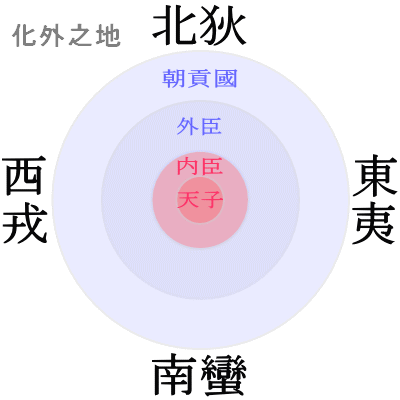
Схема Піднебесної і китаєцентричного світу. В центрі — Імператор (天子, «Син Неба»), за ним — придворні (内臣, «внутрішні слуги») і регіональні чиновники (外臣, «зовнішні слуги»). Після них — окультурені варвари (朝貢国, «країни-данники»), за якими слідують «дикі варвари» сторін світу: східні (東夷), західні (西戎), південні (南蠻) і північні (北狄). Поза ними простирається зона, недосяжна культрегерській місії китайців (化外之地, «землі поза просвітительским впливом»).

Піднебесна (кит.天下 tiān-xià — тянь ся, «під Небом») — термін китаєцентричної філософії, під яким розуміється весь світ, тобто все, що є «під Небом». У широкому сенсі цього слова розуміється безмежний (світ), а у вузькому сенсі — певний географічний обмежений простір (держава імператора). Термін застосовувався для позначення певної системи цінностей і порядку, об'єктами яких є територія, народ чи держава. Відповідно, поняття «Світ» об'єктивно існує поза «світоглядом», а поняття «Піднебесна» суб'єктивно реалізується саме через «світогляд» як систему цінностей і порядку.

## Визначення і особливості
Поняття «Піднебесна» виникло у Китаї, але згодом поширилось на території, які зазнали впливу китайської політичної думки.

### Китай
В Китаї «Піднебесна» є простором, в якому панує універсальна система китайських цінностей і порядку, котру очолює голова китайської правлячої династії — імператор. Центром «Піднебесної» є «Серединна держава», або, точніше, «Центральна країна» (中国) — цивілізований Китай. Довкола цього центру розташовані країни «чотирьох сторін світу» (四方, див. zh:方国) — варварів Сходу(夷), Півночі (狄), Півдня (蛮) та Заходу (戎). Завданням імператора є зберігання миру у «Піднебесній» шляхом поширення китайської системи цінностей у середовище «варварів». Остаточна мета — тотальна «китаїзація» і розширення кордонів «Центральної країни» до меж існуючого світу. Ця мета розглядається як благо, бо надає «варварським» народам і державам доступ до досягнень китайської цивілізації.

### Японія
В Японію поняття «Піднебесна» проникло у VI столітті в епоху курганів. Задля встановлення дипломатичних і торговельних відносин з Китаєм необхідно було визнавати свою підлеглість від останнього, тобто бути складовою китаєцентричної «Піднебесної», і японські правителі добровільно стали данниками китайських імператорів. Однак з VII століття японці створили власну концепцію «Піднебесної», подібну до китайського варіанту.
Згідно з цією концепцією центром «Піднебесної» є держава Ямато, пізніше прейменована на «Японію(Ніхон/Ніппон)», на чолі з «небесним монархом» тенно (天皇 — сучасний переклад цього слова — «імператор»). Підкорені, але не асимільовані землі Східної Японії (район сучасного Токіо) складають простір «зовнішніх васалів». Райони Північно-Східного Хонсю та Півдня Кюсю, а також країни поза Японським архіпелагом (за винятком Китаю) є «дикими землями варварів» і потенційними «країнами-данниками».
Створення японської концепції «Піднебесної» і проголошення японського монарха «небесним» викликало обурення китайського «Сина Неба» у 607 році. Це призвело до поступової стереотипізації Японії як країни-ізгоя Східно-азійського китаєцентричного ареалу.
З 9 століття контакти з континентом скоротилися і вплив Китаю на Японські острови зменшився. Поняття «Піднебесна» в Японії майже вийшло з ужитку. Однак у XII столітті воно знову з'явилося у лексиці завдяки розвитку самурайської політичної думки. Нова концепція розглядала сукупність усіх японських земель, які були залежних від сьоґунів, як «Піднебесну».
У середньовіччі японську столицю Кіото також називали Піднебесною. Подібне вживання цього слова було пов'язане з імператором, центром японської Піднебесної, резиденція якого знаходилася у цьому місті.

### Корея
Історичні держави Корейського півострова практично не виробили власної концепції «Піднебесної» на зразок японців. Корейці прагнули бути «цивілізованною країною» і тому тривалий час, аж до кінця 19 століття, були складовою китаєцентричного «світового порядку». Певні спроби створити незалежні «Піднебесні» мали місце в трьох королівствах — Когурьо, Пекче і Сілла (4-7 століття). Проте вони зазнали краху із поширенням в Кореї конфуціанства, а саме чжусіанства, яке критикувало «варварські», тобто не-китайські, проекти «Піднебесної». Чжусіанство запропонувало концепцію «малої серединної держави» (小中華), яка дозволила корейським правителям визнавати свою залежність від Китаю, але, водночас, вважати себе другим «центром цивілізації». Із завоюванням Китаю маньчжурами у 17 столітті корейські інтелектуали висунули тезу, що саме Корея є спадкоємцем китайської системи цінностей, а відповідно «культурним центром» Східно-Азійського регіону.

### В'єтнам
Поняття оригінальної «Піднебесної» у В'єтнамі з'явилося у 13 столітті за правління династії Нха Тран (陳朝, 1225—1400) і було пов'язане з намаганнями уряду протиставити власну політичну ідеологію китаєцентричній. Центром в'єтнамської «Піднебесної» було королівство Тран, а також землі району Куньнан на півдні Китаю, які розглядалися як тимчасово втрачені території. Китайці визначалися як агресивні «варвари», а племена Індокитаю, які сплачували данину в'єтнамській династії, як «зовнішні васали» і «данники».

### Кочові народи
Концепція «Піднебесної» у кочовиків пов'язана із традиційним віруванням у «тенгрі», яке є аналогом китайського Неба «тянь». Згідно з релігійними уявленнями кочових народів Північної і Середньої Азії, тенгрі є верховним божеством і творцем усього наявного. Для керування людьми воно посилає на землю героїв — «синів тенгрі» (відповідник китайського «сина Неба»). «Сини тенгрі», до яких відносять гунського Чань Ю та монгольського Чингісхана, та їх підконтрольні землі є центральними елементами «Піднебесної» кочових народів.
Завоювання монголами Китаю у 13 столітті спричинило симбіоз китаєцентричних уявлень про світовий порядок з кочовими віруваннями про тенгрі. Особливістю цього симбіозу була ліквідація поняття «варвари». Центром «Піднебесної» визначався Великий хан, він же імператор Китаю.
З роздробленням Імперії Монголів трансформовані уявлення про «Піднебесну» успадкували династія Юань та ряд монгольських орд.